# Route européenne 261
Pour les articles homonymes, voir E261 (homonymie) et Route 261.
La route européenne 261 est une route reliant Świecie à Wrocław.

## Tracé
| E261 Świecie - Wrocław |                 |                                          | |
| État                   | Route Nationale | Tronçon                                  | Jonction (numérotation nationale) |
| Voïvodies de Pologne   |                 |                                          | |
| Couïavie-Poméranie     |                 | Nowe Marzy - Świecie                     | - Nowe Marzy Échangeur entre et - Sartowice - Świecie Północ - Świecie Zachód |
| Couïavie-Poméranie     |                 | Świecie - Bydgoszcz                      | - Świecie Południe - Gruczno - Pruszcz - Trzeciewiec - Bydgoszcz Północ - Maksymilianowo - Bydgoszcz Opławiec |
| Couïavie-Poméranie     |                 |                                          | - Bydgoszcz Zachód Échangeur entre et |
| Couïavie-Poméranie     |                 |                                          | - Bydgoszcz Miedzyń - Bydgoszcz Błonie Échangeur entre et |
| Couïavie-Poméranie     |                 | Bydgoszcz - Żnin - Bożacin               | - Rynarzewo - Szubin Północ - Szubin Południe - Pałuki - Żnin Północ - Żnin Zachód - Biskupin - Rogowo - Lubcz |
| Grande-Pologne         |                 | Mielno - Gniezno - Nagradowice           | - Mieleszyn - Gniezno Północ - Kłecko - Gniezno Południe - Łubowo - Czerniejewo - Iwno - Kostrzyn - Strumiany - Kleszczewo - Poznań Wschód Échangeur entre et |
| Grande-Pologne         |                 | Contournement de Poznań                  | - Poznań Krzesiny Échangeur entre , et |
| Grande-Pologne         |                 | Contournement de Poznań                  | - Poznań Luboń - Poznań Komorniki - Poznań Zachód Échangeur entre , et |
| Grande-Pologne         |                 | Głuchowo - Kościan - Leszno - Rawicz     | - Konarzewo - Stęszew - Mosina - Czempiń - Kościan Północ - Kościan Południe - Śmigiel Północ - Śmigiel Południe - Lipno - Święciechowa - Leszno Zachód - Leszno Południe - Rydzyna - Bojanowo - Rawicz                                                                             |
| Basse-Silésie          |                 | Przywsie - Żmigród - Trzebnica - Wrocław | - Korzeńsko - Żmigródek - Żmigród - Krościna - Prusice - Trzebnica - Kryniczno - Wrocław Północ Échangeur entre , et |
| Basse-Silésie          |                 | Wrocław                                  | - Ulica Żmigrodzka - Ulica Obornicka - Ulica Osobowicka - Ulica Popowicka - Ulica Lotnicza |
| Basse-Silésie          |                 | Wrocław                                  | - Ulica Bystrzycka - Ulica Strzegomska - Ulica Szkocka, Ulica Duńska - Ulica Francuska, Ulica Szwajcarska - Ulica Grabiszyńska - Aleja Pracy - Ulica Ojca Beyzyma - Ulica Mielecka - Ulica Gajowicka - Ulica Powstańców Śląskich, Aleja Wiśniowa                                    |
| Basse-Silésie          |                 | Wrocław - Bielany Wrocławskie            | - Ulica Jastrzębia - Ulica Sokola - Ulica Orla - Ulica Kutnowska - Ulica Krzycka, Ulica Andrzeja Waligórskiego - Ulica Wiosenna - Ulica Letnia, Ulica Turniejowa - Ulica Przyjaźni - Ulica Wyścigowa - Ulica Jeździecka, Ulica Zwycięska - Bielany Wrocławskie Échangeur entre , et |